# Paphiopedilum tranlienianum
Paphiopedilum tranlienianum är en orkidéart som beskrevs av Olaf Gruss och Holger Perner. Paphiopedilum tranlienianum ingår i släktet Paphiopedilum och familjen orkidéer. Inga underarter finns listade i Catalogue of Life.

## Bildgalleri

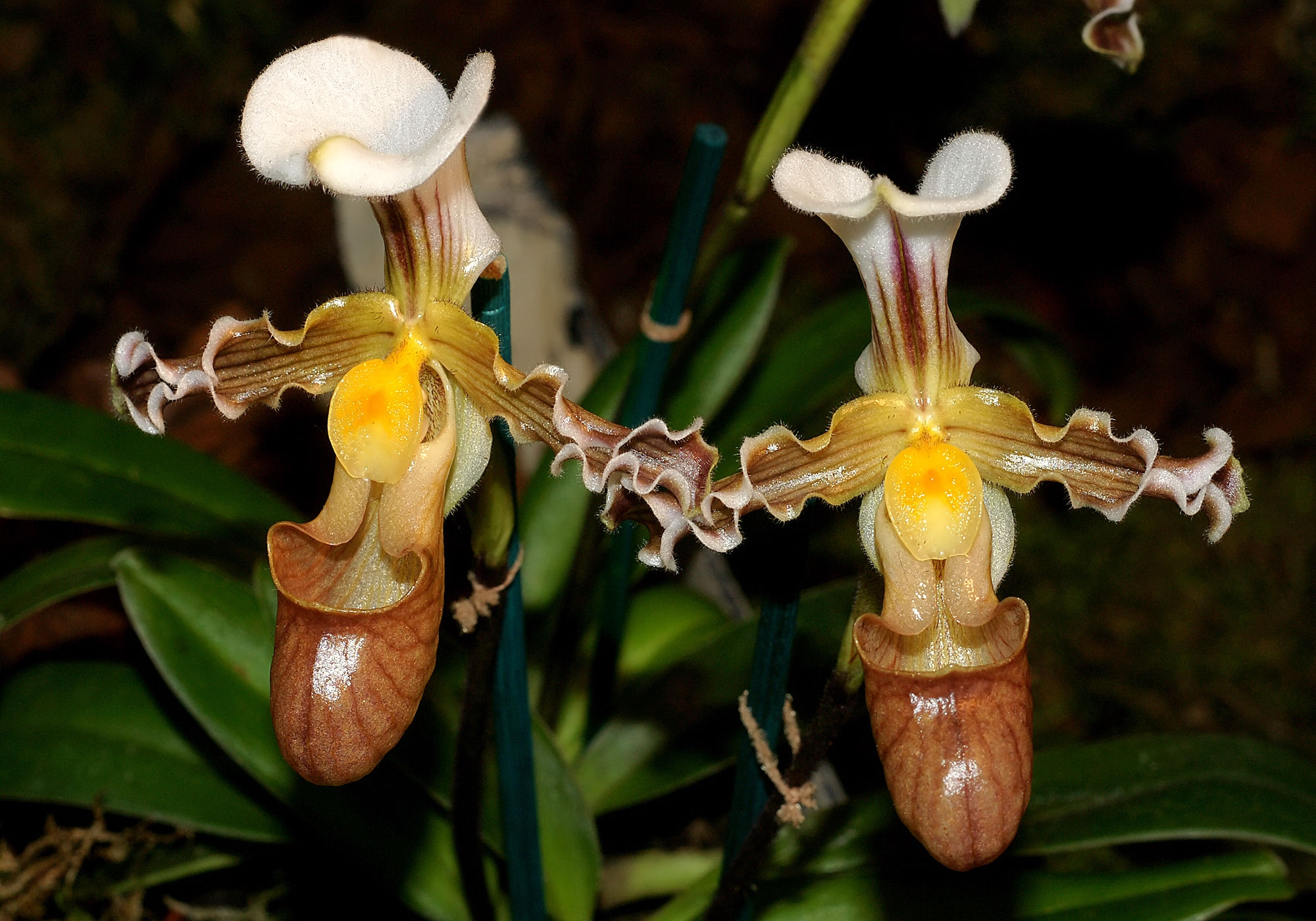
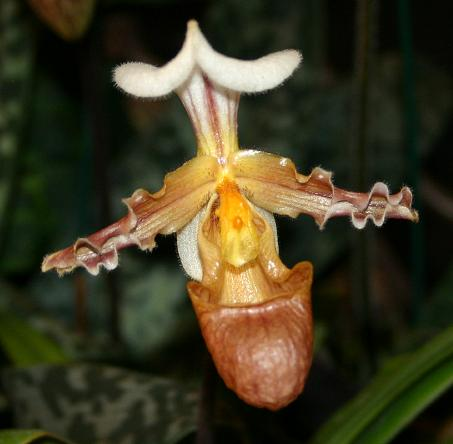